# Haut les cœurs!
Haut les cœurs ! je francouzsko-belgický hraný film z roku 1999, který režírovala Sólveig Anspach. Snímek měl světovou premiéru na mezinárodním filmovém festivalu v Chicagu v říjnu 1999.

## Děj
Těhotná Emma zjistí, že má rakovinu prsu. První lékaři, se kterými se setká, jí navrhnou, aby šla na potrat. Ta se však s podporou svého přítele staví proti. Jiní lékaři jí umožní dokončit těhotenství důstojně. Dceru porodí bez zvláštních problémů, i když je stále nemocná.

## Obsazení
| Karin Viardová    | Emma               |
| Laurent Lucas     | Simon              |
| Julien Cottereau  | Olivier            |
| Claire Wauthion   | matka Emmy         |
| Philippe Duclos   | doktor Morin       |
| Charlotte Clamens | doktorka Colombier |
| Didier Sauvegrain | doktor Lalande     |
| Fejria Deliba     | zdravotní sestra   |
| Blandine Lenoir   | zdravotní sestra   |

## Ocenění
- César: nejlepší herečka (Karin Viardová); nominace v kategoriích nejslibnější herec (Laurent Lucas) a nejlepší filmový debut (Solveig Anspach)
- Lumières: nejlepší herečka (Karin Viardová)